# Опока Микола
Микола Опока (11 грудня 1895 с. Нагоряни, Львівський повіт, Королівство Галичини і Володимирії, Австро-Угорська імперія — † 9 лютого 1923, Київ) — український військовик, підхорунжий УСС і сотник Січових Стрільців Армії УНР.

## Життєпис
Народився 1895 в Нагорянах на Львівщині. Гімназію закінчив у Львові 1914 року. Належав до пластового гуртка, організованого Петром Франком. Того ж року вступив до Легіону УСС.
В боях з росіянами в Карпатах 1914—1915 р.р. відзначився як добрий провідник стрілецьких стеж. Як комантант чоти був поранений в бою 28 червня 1915 р. під Галичем. Як старшина 1 сотні 1 Станіславського куреня УГА брав участь в боях з поляками під Львовом.
Відкомандований до Київських Січових Стрільців і відзначився як один з найкращих старшин підрозділу.
Член УВО, висланий організацією до Києва для створення Національно-Революційного Комітету.
Загинув 9 лютого 1923 року під час повстання в Лук'янівській в'язниці зі ще 37 ув'язненими. Тоді ж загинули Завгородній Ларіон Захарович, Юрій Дроботковський, Голик-Залізняк Мефодій Фокович, Гупало Денис Мусійович, Сергій Захаров, Здобудь-Воля Костянтин Якович, Гайовий-Грисюк Іван.